# 卡莫辛
卡莫辛（葡萄牙語：Camocim）是巴西塞阿拉州的一个市镇。总面积1123.937平方公里，总人口58079人，人口密度51.7人/平方公里。